# 森本智恵子
森本 智恵子（もりもと ちえこ、1972年10月29日 - ）は、日本の元モデル、元タレント。東京都渋谷区出身。

## 人物
東京都立松が谷高等学校卒業。高校卒業後の『JJ』のモデルをきっかけに、1990年代にキャンペーンガール、レースクイーン、モデル、タレントとなどとして活動した。
「日鉱イメージガール」（1994-1995年）、日本生命ポケットカレンダー、近鉄夏のキャンペーンガール、女性ファッション雑誌、『JJ』などにもモデルとして出演した。
公表していたサイズは身長165cm、B84cm、W58cm、H86cm。弟がいる。趣味はキーボード、編み物、絵画。得意なスポーツは水泳、フィギュアスケート。また、器械体操をやっていたこともあって開脚が得意技。アルバイトでプールの監視員を5年間やっていたことがある（いずれも1993年 - 1994年当時公表していたプロフィールによる）。

## 所属事務所
- ホリ・エージェンシー[2][3]
- オスカープロモーション

## 出演

### 雑誌
- JJ

### テレビ番組
- NEWSもぎたて朝一番（テレビ東京系列局）
- イヴ（1997年10月16日 - 12月18日、フジテレビ）

### ゲーム
- 松方弘樹のワールドフィッシング （1996年、BPS、メディアクエスト） ※プレイステーションソフト（BPS）、セガサターンソフト（メディアクエスト）

### その他
- 日鉱イメージガール（1994年 - 1995年）